# Париж вартий меси
«Париж вартий меси» (фр. Paris vaut bien une messe також «Париж вартий обідні») — крилатий вислів, який приписують Генріху Наваррському через його рішення в 1593 році прийняти католицтво, щоб стати королем Франції під ім'ям Генріха IV і заснувати династію французьких Бурбонів.
Крилатий вираз використовується як жартівливе виправдання морального компромісу, зробленого з метою особистої вигоди.

## Походження
Хоча повернення до католицтва з кальвінізму і було вже другою зміною релігії для Генріха, історики, починаючи з Едуара Фурньє, вважають малоймовірним, щоб розважливий монарх сам сказав щось подібне. Костянтин Душенко атрибутує уведення виразу в його нинішньому вигляді до широкого обігу Вольтеру. Вираз відповідає поглядам самого Вольтера на релігію як інструмент державного управління .
Більш ранні джерела (а вираз відомо принаймні з 1622 року, коли анонімна сатира, Les Caquets de l'accouchée віднесла його до 1601 року) приписують його Максимільяну Сюллі — правій руці Генріха. Сюллі, хоча і порадив Генріху перейти до католицтва, сам залишився протестантом і на питання Генріха про те, чому Сюллі не ходить разом з ним на меси, відповів Sire, sire, la couronne vaut bien une messe! (З фр. — «Володар, володар, корона варта меси!»). У щоденнику сучасника подій, П. Л'Етуаля, наприкінці січня — у лютому 1594 року описується близький за тематикою діалог між Генріхом і неназваним придворним. На питання Генріха, чи йде придворний на месу, придворний відповів ствердно, додавши «Тому що, государ, ви ж йдете». На що Генріх нібито відповів Ah! [J]'entends bien que c'est: vous avez volontiers quelque couronne a gagner (з фр. "A! Тепер я зрозумів: вам хочеться роздобути якусь корону ") .
Ф. Роже (фр. Ph. Roget вказує на звернення до Генріха IV, надруковане 1601 року фр. Remontrance Chrétienne… (повна назва звернення виявилося занадто довгим навіть для того, щоб його привести його в статті Роже); Роже передбачає авторство Матьє де Лонуа фр. Matthieu de Launoy На сторінках 363—364 де Лонуа доносить королю про «довгий і добре написаний» документ за підписом ANLDFM, заповненому блюзнірством, як приклад образи релігії наведено анекдот, в якому придворний, який давно не відвідував месу, раптом зібрався до храму. На питання короля, що стало причиною, придворний дав відповідь: «Ваш приклад», на що король відповів Tu es un mal habile homme, penses tu que ta messe vaille une couronne de France, comme la mienne? (з фр. — «Ти, хитрун, думаєш, що твоя меса варта французької корони, як моя? »).

## У культурі
Анрі Буйєр (фр. Henri Boyer) відзначає, що популярність виразу породила мовну матрицю «X вартий Y». Створені з її допомогою вирази (наприклад, «Вифлеєм вартий меси» — заголовок статті про перебудову Вифлеєму при підготовці до різдвяної літургії 1999 року) мають відтінок «ти мені, я тобі», який неможливо зрозуміти без знання історичної фрази . Буйєр порівнює такі вирази з палімпсестами.